# Scala (dokumentarfilm)
|  | Denne artikel er oprettet af botten Steenthbot ud fra en ekstern database. Den kan derfor have sproglige fejl eller mangler. Denne skabelon kan fjernes efter kontrol af indholdet. |

 For alternative betydninger, se Scala. (Se også artikler, som begynder med Scala)
Scala er en dansk dokumentarfilm fra 1914.